# (29420) Ikuo
(29420) Ikuo est un astéroïde de la ceinture principale.

## Description
(29420) Ikuo est un astéroïde de la ceinture principale. Il fut découvert le 9 janvier 1997 à Chichibu par Naoto Satō. Il présente une orbite caractérisée par un demi-grand axe de 3,11 UA, une excentricité de 0,03 et une inclinaison de 9,3° par rapport à l'écliptique.

## Compléments